# 童书业
童书业（1908年5月26日—1968年1月8日），字丕绳，号庸安，别名吴流、冯鸿、冯梅、章卷益、卷益、童疑，安徽芜湖人。祖籍浙江鄞县（今属宁波市海曙区），清朝道光年间，其祖父童祥熊任安徽道員，故徙居安徽。中国历史学家，著名先秦史专家和文物史专家。擅长绘画和文物鉴定，童书业是顾颉刚的得意门生，并是古史辨派的主要代表之一。

## 生平
童书业出生于书香门第，祖父童祥熊为光绪年间进士。童书业为家中长孙，自幼体弱多病，自四岁起多在家中请先生教授经史书画，极少出门。1920年，在上海寰球小学短暂就读。1923年，在其父童亢聆开办的会计事务所作练习生，后又于圣舫济英文专修学校进修一年半。十八岁时，童书业师从繆谷瑛学画。1926年，经张是公介绍从王季欢（王修）学画，后又经王季欢推荐跟从胡佩衡函授学画。1928年，与蒋庆芳结婚，婚后被父亲逼迫前往上海随其工作，但不久后因庶母杨芸卿介绍，得以前往南京，担任财政部书记官。在南京期间，童书业开始受到五四新文化的影响，思想大变。1930年，开始撰写《论语解诂》。1933年，完成《论语解诂》。
1934年，因家庭纠纷，父亲受妾挑拨将童书业赶出，童书业被迫前往杭州，投靠学画老师王季欢（王修），并在其指导下代其完成《版本述》，发表于《浙江图书馆馆刊》，并经其介绍担任浙江省立图书馆附设印刷所校对员。童书业将其1933年所著《虞书疏证》寄予顾颉刚，并于《浙江图书馆馆刊》发表《评顾著〈尚书研究讲义〉》，收到顾颉刚赏识。1934年8月顾颉刚继母去世，顾颉刚前往杭州奔丧，9月份顺道拜访童书业，并邀请其前往北平协助从事古史研究。
1935年6月27日，童书业抵达北平，顾颉刚亲往车站迎接，任燕京大学和北京大学助教，是历史学家顾颉刚的研究助理，并住在顾家，由于没有文凭，薪水完全由顾颉刚提供。童书业并兼任有禹贡学会及其杂志的编辑。1936年，童书业著成《春秋考信录》（在1941年后因战乱遗失，仅能于《春秋史》中第一章《西周史略》的注释中略窥一斑），同年为求文凭进入京华美术学院学习。
抗日战争初期，1937年9月，童书业前往上海，担任上海光华大学教授兼任民立女子中学教员和上海美术专科学校国画系讲师。顾颉刚（时在成都）委任其为齐鲁大学国学研究所名誉研究员。1940年夏，受顾颉刚委托为齐鲁大学撰写《春秋史》，童书业即将北平时所录顾颉刚在燕京大学、北京大学的讲义进行整理修撰，到1941年6月完成，并以自己名字出版（此讲义由童书业执笔，且修订期间分处两地无法商讨，因此顾颉刚提议仅署童书业名）。1941年后，离开上海的童书业在江苏省宜兴、常州等地的中学辗转授课。1945年，返回上海，受上海博物馆杨宽的邀请，历任上海博物馆干事、历史部主任和总务部主任，并在复旦大学代课，同时担任无锡国学专修学校上海分校史地组教授、光华大学历史系教授。1946年，童书业患有严重的强迫官能症，后在上海虹口医院精神病专家粟宗华治疗下基本康复，至1947年初已经基本恢复工作能力，并应中华书局舒新城邀请写了《精神病与心理卫生》一书，并于1949年初由中华书局出版，此外，童书业也发表过许多其他有关精神病的文章。
1949年8月，由杨向奎引荐出任山东大学历史系教授兼文学研究所研究员，同年9月抵达青岛，与杨向奎、黄云眉、张维华、郑鹤声、王仲荦、赵俪生、陈同燮同校任教，被称作“八马同槽”，此后先后担任山东大学历史系副主任，山东省科学委员会委员等职务。思想改造运动期间，童书业九次思想批判无法通过，后撰写了《〈古史辨派〉的阶级本质》与顾颉刚划清界限，前后发表于山东大学校报上的自我批判文章达六十多篇。批判胡适运动期间，童书业又再一次对古史辨派进行攻击。但均得到了顾颉刚的理解，认为其是不得已而为之。1951年，童书业撰文《论“亚细亚生产方式”》，否定亚细亚生产方式是东方奴隶社会说的说法，认为其实际意义为“农村公社制”。
1955年，肃反运动时，与张维华、韩连琪被称作山东大学历史系三大反革命，罪名为“一夜之间杀了一千个共产党员”（为其父亲之妾所构陷）。由于反复的运动，导致童书业再次出现了神经症状，一度向学校递交请求书，承认自己为反革命，要求将自己管制起来，同时又在恍惚中交代杨宽与自己曾在同一反革命机关从事反革命工作，并写信给杨宽希望其坦白交代（三天后童书业精神恢复，将材料进行纠正，杨宽后主动来信表示谅解），又曾交代许多材料，形成了一大本《童书业供状》，之后委托赵俪生希望能索回该材料并销毁，赵俪生为此通过组织部部长高芸昌，在组织部办公室内当童书业面烧毁了该材料。1956年，顾颉刚前往青岛休养，住宿于杨向奎家，饮食于童书业家，同年，童书业放弃了自己早期“魏晋封建论”的观点，转为支持“西周封建论”。1958年，因山东大学迁校，迁居济南市。
1961年，童书业开始撰写《中国美术史札记》。1965年，开始写《春秋左传考证》，1967年下半年，写出《春秋左传札记》。文化大革命开始后，童书业被批判为“资产阶级反动权威”和“反共老手”，被抄家。童书业长期罹患肺病，1967年12月底，童书业出门为一女工治病，不幸感染风寒而发烧，1968年1月8日，因病不治逝世，其遗著《春秋左传考证》和《春秋左传札记》后由顾颉刚修订作序出版。
童书业曾是山东省政协第2、3届委员会委员，并被选为山东省青岛市第1、2届人大代表。童书业并是九三学社成员。

## 评价
- 顾颉刚：“丕绳(童书业)教授不仅学问精博，而且有惊人的记忆力和理解分析能力。重要的先秦古籍包括诘屈聱牙的《尚书》在内，都能背诵如流。这些古籍里的某个词汇出现过几次他不用查可以立刻告诉你。近人的学术著作他看过一遍就能历举其主要内容和论点……”

- 顾颉刚：“平生积稿，只有赖诸位至交为作整理。您为最知我者，所负之责任亦最重也。”

- 赵俪生：“我要从另一个角度来写童，他平生弱点，就在一个‘怕’字。有六怕，怕失业、怕雷电、怕传染病、怕癌、怕运动。童的学生又补充了两条：怕地震、怕蒋记反攻大陆。所有这些他都怕，有时怕得要死。在此还要说明，这里的‘运动’，非指体育运动，而是指政治运动，这一项是他最怕的。每当运动前奏，‘先吹吹风’的会开过之后，第二天童的脸马上就像烟灰一样的颜色。”

## 家族
童书业出自鄞县官宦诗书世家“银台第童氏”。高祖童槐，嘉庆十年进士，官山东按察使。曾伯祖童华，道光十八年进士，官礼部侍郎。祖父童祥熊，光绪九年进士，授翰林院编修，官安徽道台，童家自此移居安徽。女婿为文史学家黄永年。

## 著作
- 《春秋史讲义》（与顾颉刚合著）
- 《春秋左传研究》
- 《中国手工业商业发展史》
- 《先秦七子研究》
- 《古代东方史纲要》
- 《古巴比伦社会制度试探》
- 《唐宋绘画谈丛书》
- 《中国古代地理考证论文集》
- 《中国山水画南北分宗说辨伪》
- 《中国绘画史》
- 《康熙御窑作者考》
- 《中国疆域沿革史略》
- 《先秦七子思想》